# (5950) Leukippos
(5950) Leukippos ist ein Asteroid des Hauptgürtels, der am 9. August 1986 vom belgischen Astronomen Eric Walter Elst und seiner Kollegin Wioleta Iwanowa am Rožen-Observatorium (IAU-Code 071) südöstlich der Stadt Tschepelare in Bulgarien entdeckt wurde.
Der Asteroid gehört zur Eos-Familie, einer Gruppe von Asteroiden, welche typischerweise große Halbachsen von 2,95 bis 3,1 AE aufweisen, nach innen begrenzt von der Kirkwoodlücke der 7:3-Resonanz mit Jupiter, sowie Bahnneigungen zwischen 8° und 12°. Die Gruppe ist nach dem Asteroiden (221) Eos benannt. Es wird vermutet, dass die Familie vor mehr als einer Milliarde Jahren durch eine Kollision entstanden ist.
Der Himmelskörper wurde nach dem antiken griechischen Philosophen Leukipp (* im 5. Jahrhundert v. Chr.) benannt, der zu den Vorsokratikern gezählt wird.